# Carlos do Carmo
Carlos Manuel de Ascenção do Carmo de Almeida (21. prosince 1939, Lisabon, Portugalsko – 1. ledna 2021, Lisabon) byl portugalský zpěvák stylu fado, nejvýznamnější mužský fadista své generace. Styl fado obohatil o zapojení velkého orchestru a prvky jazzu. Je považován za spojovací článek mezi tradičním a moderním fadem, které vzniklo v 90. letech 20. století.
Kariéru začal roku 1963, slávu si vydobyl především v 70. letech, kdy vystoupil i na prknech Royal Albert Hall či pařížské Olympie, a také mj. reprezentoval Portugalsko na soutěži Eurovision Song Contest, kde v roce 1976 skončil dvanáctý. K nejoceňovanějším patří jeho deska Um Homem na Cidade z roku 1977, konceptuální album, na němž byly zhudebněny básně Ary dos Santose. Často spolupracoval s jinými fadisty, zejména s Marizou a Camaném. Po jeho úmrtí portugalská vláda vyhlásila na 4. ledna 2021 den státního smutku.